# Cyclisch ADP-ribose
Cyclisch ADP-ribose of cADPR is een cyclisch nucleotide die dienstdoet als cellulaire boodschappermolecule. De structuur kan worden opgevat als een molecule adenosinedifosfaat, waarvan de pyrofosfaatgroep veresterd is met een extra ribosemolecule. Deze ribose is via een glycosidische binding verbonden met het adenine.

## Biochemische functies
Cyclisch ADP-ribose is een cellulaire boodschappermolecule voor de calciumsignaaltransductie. Het treedt namelijk op als fysiologische allosterische modulator van de ryanodinereceptor en stimuleert op deze manier het calciumtransport naar plaatsen in de cel waar een lagere cytosolische concentratie aan Ca2+ heerst.